# Alfredo Francisco Cantilo
Alfredo Francisco Cantilo Pontaut (Sevilla, 2 de diciembre de 1924 - Buenos Aires, 21 de mayo de 2013) fue un abogado y dirigente de fútbol. Es reconocido por haber presidido la Asociación del Fútbol Argentino entre 1976 y 1979.

## Biografía
Nació en Sevilla, España, el 2 de diciembre de 1924. Sus padres fueron Jorge Miguel Cantilo Ortiz Basualdo y Graciana Sofía Pontaut Vigné. Fue primo de Arturo A. Bullrich, interventor de la Asociación del Fútbol Argentino en 1955.
Miembro de una tradicional familia de Buenos Aires, era socio vitalicio del Jockey Club, de cuya comisión directiva fue secretario; del Club Universitario de Buenos Aires (donde llegó a integrar el equipo de primera división de rugby) y del Club Atlético Vélez Sársfield, además de ser cercano al Opus Dei en lo religioso. Estuvo casado más de 50 años con Susana Nager y tuvo 4 hijos, 9 nietos y 2 bisnietos.
Comenzó a destacarse por su participación como dirigente en el mundo del fútbol, ocupando la presidencia del Colegio de Árbitros durante la intervención de la Asociación del Fútbol Argentino (AFA) por parte de Juan Martín Oneto Gaona (a quien conocía del Jockey Club).
Fue elegido presidente de la AFA el 26 de abril de 1976; previamente la dictadura autoproclamada Proceso de Reorganización Nacional había desplazado a su antecesor, David Bracutto, ejerciendo Ernesto Wiedrich la presidencia por poco más de un mes hasta la elección que por votación unánime, lo consagró como presidente de la AFA.
Durante su gestión se organizó la Copa Mundial de Fútbol de 1978 en Argentina, en la que el seleccionado del país anfitrión obtuvo la primera Copa del Mundo de su historia, siendo su apoyo al entrenador César Luis Menotti fundamental para dicha conquista.
Ejerció el cargo hasta el 16 de abril de 1979. No se postuló a la reelección en su cargo y fue sucedido por el nuevo presidente electo por los dirigentes de la AFA, Julio Humberto Grondona.
Fue miembro de las comisiones técnicas y de disciplina de la Federación Internacional del Fútbol Asociado (FIFA) por más de 30 años.
Falleció a los 88 años de edad, el 21 de mayo de 2013, en la Ciudad de Buenos Aires. El club con el que simpatizaba, del que ya era socio vitalicio, Vélez Sársfield, lo homenajeó en su sitio web oficial, además de honrar el minuto de silencio dispuesto por la AFA antes de su siguiente partido.